# QuickTime
QuickTime is een multimedia-raamwerk dat programma's kunnen gebruiken voor ontsluiting van multimediale gegevens. QuickTime is ontwikkeld door Apple, en ondersteunt een groot aantal multimediaformaten. MOV is een speciaal videoformaat voor de QuickTime Player. Het is beschikbaar voor macOS en Windows.
QuickTime bestaat uit:
- het QuickTime-raamwerk, dat bruikbaar is door willekeurige programma's
- QuickTime Player, een mediaspeler op basis van het QuickTime-raamwerk, zodat video- en geluidsbestanden en -stromen van verschillende formaten weergegeven en bewerkt kunnen worden
- QuickTime Plugin, een plug-in waarmee een webbrowser zoals Mozilla Firefox QuickTime-inhoud kan weergeven

## Player
QuickTime is een typische toepassing van de Apple Macintosh van Apple. Apple bracht de eerste versie van QuickTime uit in december 1991 als een multimedia-aanvulling voor System 7. Hiermee had Apple een grote voorsprong op Microsoft, dat pas in november 1992 met video for Windows op de proppen kwam.
Deze eerste versie van QuickTime stond aan de basis van de huidige video-codecs. De originele video-codecs waren:
- de Apple-Video-codec (ook bekend als "Road Pizza"); geschikt voor normale live video én het streamen van video's.
- de Animation-codec, die gebruik maakte van run-length-compressie; geschikt voor cartoonbeeldjes met grote egale gebieden
- de Graphics-codec, geoptimaliseerd voor 8 bit per pixel

Eind 1992 bracht Apple QuickTime 1.5 voor Mac OS uit. Deze versie bevatte de eerste vector-quantisatiecodec, namelijk Cinepak. De codec zorgde ervoor dat men video in een resolutie van 320x240 met 30 beelden per seconde kon afspelen op een computer met een processor van 25 MHz. De codec bood ook de mogelijkheid om tekst in de video te plaatsen, zonder dat de video explosief in grootte toenam.
In een poging om de vertaling van QuickTime naar het Windows-platform te versnellen werd het bedrijf San Francisco Canyon Company gecontracteerd. De eerste versie van QuickTime for Windows was een flauw aftreksel van de originele versie voor Mac OS.
In februari 1994 zag QuickTime 2.0 voor Mac OS het levenslicht. Deze containerstandaard voegde muziekkanalen toe aan de videobestanden. De muziek werd onder de vorm van MIDI-data aangeboden en kon uitsluitend worden afgespeeld bij kleine filmpjes, die niet complex van aard waren. In november 1994 kwam de versie voor het Windows-platform uit.
Bij elke release van een nieuwe versie werden verbeteringen aangebracht aan de standaard. Zo kon men met versie QuickTime 3.0 zelf data importeren en bewerken. Hiermee kon men kleine effecten gebruiken om beeldovergangen te realiseren. Bij versie 4.0 werd de Sorenson video-codec en ondersteuning naar streaming video geïntroduceerd. De laatste opvallende veranderingen werden gerealiseerd in de versie 7.0 met complete MPEG-4-compatibiliteit, H.264-codec, live resizing, en full-screen-overlay.

## Opbouw
De QuickTime-architectuur zelf bestaat uit twee grote delen: de Movie Toolbox en de Image Compression Manager. De Movie Toolbox bevat de API om data die tijdsgevoelig is af te spelen. De Image Compression Manager neemt de decompressie van de codecs voor zijn rekening.
Een QuickTime-bestand is een multimediacontainer, die data bevat voor video, geluid en tekst die opgeslagen wordt in verschillende tracks - net als een AVI-bestand. Elke track kan media bevatten die met een codec gecomprimeerd is of een pointer naar media die opgeslagen is in een ander bestand. Op byteniveau worden QuickTimebestanden opgeslagen als een boomstructuur, waarbij elke node een "atom" wordt genoemd.

## Veelgebruikte codecs
- Sorenson
- Cinepak